# سلك حديدي

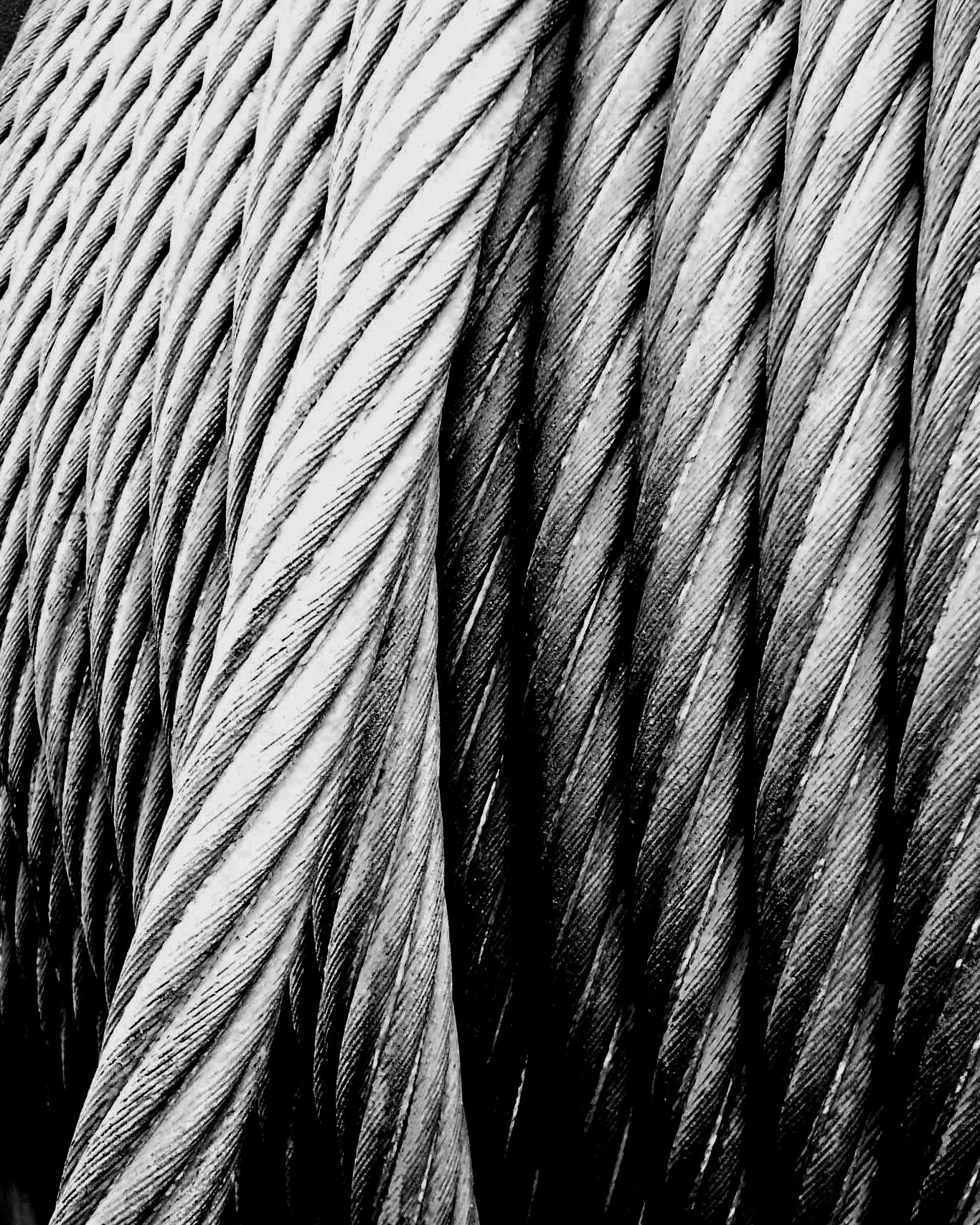
سلك حديدي

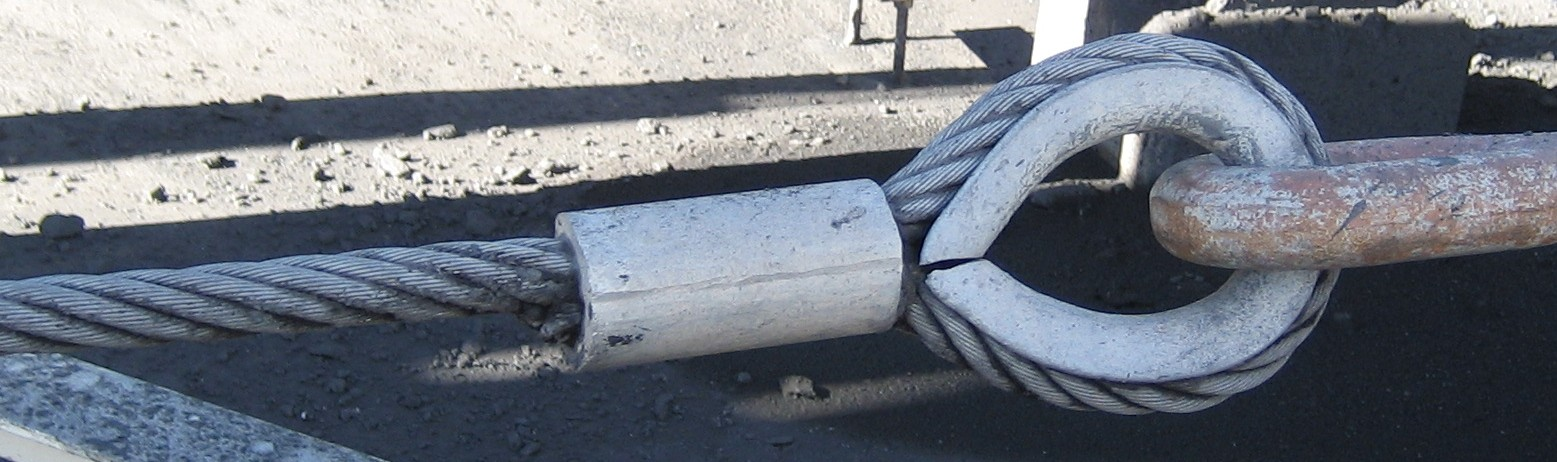
السلك الحديدي يستخدم بكثرة بعملية جر المكائن

سلك حديدي هو نوع من الحبال التي تتألف من عدة فروع من الأسلاك المعدنية وتكون ملتوية على بعضها بحيث تشكل وضع حلزوني. في السابق كان الحديد المطاوع مستخدماً في صناعة السلك الحديدي لكن اليوم يستخدم الستيل بشكل أساسي في صناعة السلك الحديدي.

## الاستخدام
يستخدم السلك الحديد في سحب السيارات من الرمال المتحركة أو رفع المكائن الثقيلة ويوجد عدد من الاستخدامات الأخرى .